# 콜럼버스 칠
| 콜럼버스 칠   |                                                                                             |
| 콘퍼런스      | 북부 콘퍼런스 (1997년~1999년)                                                               |
| 디비전        | 웨스트 디비전 (1991년~1993년) 노스 디비전 (1993년~1997년) 노스웨스트 디비전 (1997년~1999년) |
| 설립연도      | 1991년                                                                                      |
| 해체연도      | 1999년                                                                                      |
| 역사          | 콜럼버스 칠 (1991년~1999년) 레딩 로열스 (2001년~현재)                                       |
| 경기장        | 오하이오 엑스포 센터 콜리시엄                                                               |
| 연고지        | 오하이오주 콜럼버스                                                                         |
| 상징색        | 검정, 갈색                                                                                  |
| 구단주        |                                                                                             |
| 단장          |                                                                                             |
| 감독          |                                                                                             |
| NHL 제휴      |                                                                                             |
| AHL 제휴      |                                                                                             |
| 정규시즌 우승 |                                                                                             |
| 콘퍼런스 우승 |                                                                                             |
| 디비전 우승   | 2 (1997, 1999)                                                                              |
| 켈리 컵       |                                                                                             |
| 영구 결번     |                                                                                             |

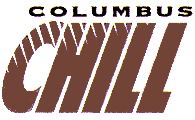

콜럼버스 칠(Columbus Chill)는 미국 오하이오주 콜럼버스를 연고지로 하는 1991년부터 1999년까지 ECHL 소속되었던 아이스 하키팀이다.
2001년 연고지를 펜실베이니아주 레딩 (레딩 로열스)로 이전했다.

## 역대 홈경기장
| 경기장                        | 사용기간      | 수용인원 | 장소                | 비고 |
| ----------------------------- | ------------- | -------- | ------------------- | ---- |
| 콜럼버스 칠                   |               |          |                     |      |
| 오하이오 엑스포 센터 콜리시엄 | 1991년~1999년 | 5,003명  | 오하이오주 콜럼버스 | 빈칸 |